# Adam Marušić
Adam Marušić (Servisch: Адам Марушић) (Belgrado, 17 oktober 1992) is een Montenegrijnse voetballer die doorgaans als aanvaller speelt. Hij tekende in juli 2017 een contract tot medio 2022 bij SS Lazio, dat hem overnam van KV Oostende. Marušić debuteerde in 2015 in het Montenegrijns voetbalelftal.

## Clubcarrière
Marušić speelde tussen 2010 en 2014 vier seizoenen voor FK Voždovac. In de jeugd speelde hij ook eerder bij FK Partizan en FK Teleoptik. Hij tekende op 18 juni 2014 een contract voor drie seizoenen bij KV Kortrijk. Marušić begon in de eerste competitiewedstrijd van Kortrijk dat seizoen onmiddellijk in de basis. Deze wedstrijd werd met 2-0 verloren tegen SV Zulte Waregem. In zijn derde competitiewedstrijd maakte hij zijn eerste doelpunt voor KV Kortrijk, tegen KV Mechelen. In 2016 tekende Marušić voor de kustploeg KV Oostende. Hij debuteerde op de eerste speeldag tegen KRC Genk. Zijn eerste goal maakte hij op de derde speeldag van het seizoen, tegen Mouscron-Péruwelz. Bij KV Oostende wist hij in totaal vijf keer te scoren. Hij bereikte er ook de bekerfinale mee. Die verloor zijn ploeg na penalty's van SV Zulte Waregem.
Na een seizoen bij Oostende maakte Marušić een transfer naar SS Lazio. In de eerste wedstrijd van het seizoen, de strijd om de Supercoppa tegen Juventus, mocht hij invallen. Lazio won en Marušić had zijn eerste prijs in zijn carrière beet. In zijn eerste seizoen wist hij drie keer te scoren. Hij speelde in het volgende seizoen minder wedstrijden en maakte één doelpunt in de Serie A. In de UEFA Europa League 2018/19 maakte hij ook een goal tegen Olympique de Marseille. Dit seizoen bevond Lazio zich steeds rond de zevende, achtste plaats. De Romeinse club won op 15 mei 2019 voor de zevende keer de Coppa Italia, na een met 0–2 gewonnen finale tegen Atalanta Bergamo.  Marusic speelde die van begin tot eind.

## Clubstatistieken
| Seizoen     | Club        | Competitie         | Competitie | Competitie | Competitie | Beker | Beker | Beker | Internationaal | Internationaal | Internationaal | Totaal | Totaal | Totaal |
| Seizoen     | Club        | Competitie         | Wed.       | Dlp.       | Ass.       | Wed.  | Dlp.  | Ass.  | Wed.           | Dlp.           | Ass.           | Wed.   | Dlp.   | Ass.   |
| ----------- | ----------- | ------------------ | ---------- | ---------- | ---------- | ----- | ----- | ----- | -------------- | -------------- | -------------- | ------ | ------ | ------ |
| 2012/13     | FK Vozdovac | Prva Liga          | 25         | 1          | 0          | 0     | 0     | 0     | —              | —              | —              | 25     | 1      | 0      |
| 2013/14     | FK Vozdovac | Prva Liga          | 27         | 6          | 2          | 1     | 0     | 0     | —              | —              | —              | 28     | 6      | 2      |
| Club Totaal | Club Totaal | Club Totaal        | 52         | 7          | 2          | 1     | 0     | 0     | 0              | 0              | 0              | 53     | 7      | 2      |
| 2014/15     | KV Kortrijk | Jupiler Pro League | 34         | 6          | 3          | 1     | 0     | 0     | —              | —              | —              | 35     | 6      | 3      |
| 2015/16     | KV Kortrijk | Jupiler Pro League | 37         | 4          | 0          | 2     | 1     | 0     | —              | —              | —              | 39     | 5      | 0      |
| Club Totaal | Club Totaal | Club Totaal        | 71         | 10         | 3          | 3     | 1     | 0     | 0              | 0              | 0              | 74     | 11     | 3      |
| 2016/17     | KV Oostende | Jupiler Pro League | 36         | 5          | 5          | 4     | 0     | 1     | —              | —              | —              | 40     | 5      | 6      |
| Club Totaal | Club Totaal | Club Totaal        | 36         | 5          | 5          | 4     | 0     | 1     | 0              | 0              | 0              | 40     | 5      | 6      |
| 2017/18     | SS Lazio    | Serie A            | 32         | 3          | 5          | 2     | 0     | 0     | 5              | 0              | 1              | 39     | 3      | 6      |
| 2018/19     | SS Lazio    | Serie A            | 26         | 1          | 1          | 4     | 0     | 0     | 4              | 1              | 0              | 34     | 2      | 1      |
| 2019/20     | SS Lazio    | Serie A            | 15         | 2          | 1          | 0     | 0     | 0     | —              | —              | —              | 15     | 2      | 1      |
| 2020/21     | SS Lazio    | Serie A            | 36         | 2          | 4          | 2     | 0     | 0     | 8              | 0              | 1              | 46     | 2      | 5      |
| 2021/22     | SS Lazio    | Serie A            | 33         | 1          | 0          | 2     | 0     | 0     | 6              | 0              | 0              | 41     | 1      | 0      |
| 2022/23     | SS Lazio    | Serie A            | 19         | 0          | 1          | 1     | 0     | 0     | 6              | 0              | 0              | 26     | 0      | 1      |
| 2023/24     | SS Lazio    | Serie A            | 37         | 1          | 0          | 4     | 0     | 0     | 7              | 1              | 0              | 48     | 2      | 0      |
| 2024/25     | SS Lazio    | Serie A            | 35         | 4          | 0          | 1     | 0     | 0     | 12             | 0              | 0              | 48     | 4      | 0      |
| Club Totaal | Club Totaal | Club Totaal        | 233        | 14         | 12         | 16    | 0     | 0     | 48             | 2              | 2              | 297    | 16     | 14     |
| TOTAAL      | TOTAAL      | TOTAAL             | 392        | 36         | 22         | 24    | 1     | 1     | 48             | 2              | 2              | 464    | 39     | 25     |

## Interlandcarrière
Marušić debuteerde op 27 maart 2015 onder bondscoach Branko Brnović in het Montenegrijns voetbalelftal, in een met 0–3 verloren kwalificatiewedstrijd voor het EK 2016 thuis tegen Rusland.

## Erelijst
| Coppa Italia | 1x | 2018/19    |
| Supercoppa   | 2x | 2017, 2019 |

2 Gigot ·
3 Pellegrini ·
4 Patric ·
5 Vecino ·
6 Rovella ·
7 Dele-Bashiru ·
8 Guendouzi ·
9 Pedro ·
10 Zaccagni  ·
11 Castellanos ·
13 Romagnoli ·
14 Noslin ·
18 Isaksen ·
19 Dia ·
20 Tchaouna ·
22 Castrovilli ·
23 Hysaj ·
26 Bašić ·
28 Anderson ·
29 Lazzari ·
30 Tavares ·
34 Gila ·
35 Mandas ·
77 Marušić ·
92 Akpa Akpro ·
94 Provedel ·
Coach: Baroni